# Jack Ryan
Jack Ryan è un personaggio letterario, creato da Tom Clancy nel 1984 per la serie di libri scritta tra gli anni ottanta e il 2021. Il personaggio è protagonista anche di film e serie televisive.

## Biografia
Jack Ryan (nome intero, Dr. John Patrick Ryan) è il personaggio irlando-statunitense, il cui "cursus honorum" nell'amministrazione americana viene descritto in molti dei romanzi di Clancy. John Patrick Ryan è figlio di Emmet William Ryan, un sottotenente della squadra omicidi della polizia veterano della seconda guerra mondiale: ha prestato servizio nella 101st Airborne Division e combattuto nella offensiva delle Ardenne. Sua madre, Catherine Burke Ryan, era infermiera.
Diplomato alla Loyola High School a Towson, nel Maryland, Jack si laurea in storia al Boston College, e serve come sottotenente dello United States Marine Corps. Assegnato a bordo della nave portaelicotteri Guam, rimane vittima di un grave incidente di volo su un elicottero CH-46 sulla costa di Creta, durante un'esercitazione della NATO. Ne riporta lesioni alla schiena che pongono fine alla sua carriera militare. I suoi genitori muoiono solo 19 mesi dopo in un incidente aereo all'aeroporto di Chicago. La combinazione dei due eventi porta Ryan ad odiare il volo, fobia che non lo abbandonerà mai del tutto.
Jack si innamora di Caroline Muller (soprannominata Cathy), una studentessa di medicina, che sposerà dopo poco. Si dedica alle attività di Borsa alle dipendenze del padre di Cathy, Joe Muller, vicepresidente anziano della Merrill Lynch. Accumulato un grosso capitale, si ritira (senza venir mai perdonato dal suocero) per dedicarsi all'insegnamento della storia. Nel corso delle vicende narrate nei vari libri, passa dall'essere un semplice consulente esterno della CIA al divenire Presidente degli Stati Uniti. Ne I denti della tigre del 2003, entra in scena il figlio Jack Ryan Jr., nato nella tremenda notte dell'assalto dell'ULA alla casa dei Ryan a Peregrine Cliff, narrato in Attentato alla corte d'Inghilterra.
Nel 2010 viene pubblicato negli U.S.A. da Rubicon (e quasi in contemporanea in Italia da Rizzoli) Vivo o morto nel quale Jack Ryan Jr., insieme a tutti gli altri protagonisti della saga, membri dell'organizzazione segreta denominata Campus, si trovano a combattere un'ulteriore minaccia del terrorismo islamico. Contemporaneamente, Jack Ryan Sr. decide di candidarsi nuovamente alla presidenza degli Stati Uniti.
Il 13 dicembre 2011, Putnam pubblica negli Stati Uniti Locked on (pubblicato in Italia a cura di Rizzoli con il titolo Il giorno del falco). Ambientato circa un anno dopo Vivo o morto, vede Jack Ryan Sr. impegnato nella campagna per la rielezione alla Presidenza; i suoi nemici cercano di screditarlo usando false accuse contro John Clark, mentre contemporaneamente i membri di Campus sono impegnati contro l'alleanza tra un alto ufficiale pakistano e il terrorismo del Daghestan.
Nel dicembre del 2012 viene pubblicato negli Stati Uniti Threat Vector tradotto in italiano Scontro frontale. Jack Ryan Sr. eletto presidente si trova a fronteggiare la minaccia internazionale cinese. La pianificazione d'invasione di Taiwan, i nuovi missili anti-nave cinesi e un cyber attacco alle infrastrutture americane dovranno essere fronteggiate grazie anche a Jack Ryan Jr. e i suoi colleghi del campus. Ma qualcuno minaccia di far saltare la loro copertura.
Nel dicembre del 2013 è stato pubblicato negli Stati Uniti Command Authority. C'è un nuovo uomo forte in Russia, ma la sua ascesa al potere si basa su oscuri segreti nascosti decenni nel passato. La soluzione a questo mistero si trova con la fonte più inaspettata, il presidente Jack Ryan Sr.

## Romanzi
1. La grande fuga dell'Ottobre Rosso (The Hunt for Red October; 1984)
2. Attentato alla corte d'Inghilterra (Patriot Games; 1987)
3. Il cardinale del Cremlino (The Cardinal of the Kremlin; 1988)
4. Pericolo imminente (Clear and Present Danger; 1989)
5. Paura senza limite (The Sum of All Fears; 1991)
6. Debito d'onore (Debt of Honor; 1994)
7. Potere esecutivo (Executive Orders; 1996)
8. La mossa del Drago (The Bear and the Dragon; 2000)
9. Nome in codice Red Rabbit (Red Rabbit; 2002)
10. I denti della tigre (The Teeth of the Tiger; 2003)
11. Vivo o morto (Dead or Alive; 2010)
12. Il giorno del falco (Locked On; 2011)
13. Scontro frontale (Threat Vector; 2012)
14. Command Authority (2013)
15. Support and Defend (2014)
16. Sfida totale (Full Force and Effect; 2014)
17. Under Fire (2015)
18. Comandante supremo (Commander in Chief; 2015)
19. Duty and Honor (2016)
20. Clear shot. Colpo mortale (True Faith and Allegiance; 2016)
21. Point of Contact (2017)
22. Potere e impero (Power and Empire; 2017)
23. Line of Sight (2018)
24. Attacco dal cielo (Oath of Office; 2018)
25. Enemy Contact (2019)
26. Code of Honor (2019)
27. Firing Point (2020)
28. Shadow of The Dragon (2020)
29. Target Acquired (2021)
30. Chain of Command (2021)

## Filmografia

### Cinema
1. Caccia a Ottobre Rosso (The Hunt for Red October; 1990) – tratto da La grande fuga dell'Ottobre Rosso
2. Giochi di potere (Patriot Games; 1992) – tratto da Attentato alla corte d'Inghilterra
3. Sotto il segno del pericolo (Clear and Present Danger; 1994) – tratto da Pericolo imminente
4. Al vertice della tensione (The Sum of All Fears; 2002) – tratto da Paura senza limite
5. Jack Ryan - L'iniziazione (Jack Ryan - Shadow Recruit; 2014) – storia originale

### Televisione
1. Jack Ryan - serie TV, 30 episodi (2018-2023) - John Krasinski